# 博多っ子純情
『博多っ子純情』（はかたっこじゅんじょう）は、長谷川法世の劇画作品、およびそれを原作として1978年に公開された映画（監督：曽根中生）、2019年と2020年にKBCラジオで放送されたラジオ番組。

## 概要
漫画
1976年から1983年まで、漫画アクション（双葉社）に連載された。単行本は双葉社からアクションコミックス全34巻が発行された。
2010年に中央公論社から愛蔵版全6巻が発行された。1996年には双葉社から双葉文庫名作シリーズ全10巻が発行された。2005年に西日本新聞社から新装本として再出版されたが、中学生編で刊行が停止した。現在はコミックパークの双葉社オンデマンドコミックスから全34巻が復刊されている。
福岡県福岡市博多区の古くからの町人街を舞台とし、主人公の郷六平とそのガールフレンド小柳類子の、中学生から大学生になるまでの青春群像を縦軸に、博多祇園山笠などに代表される人情味あふれる古き良き時代の博多の風物を横軸にした作品であり、「博多」を全国に広めた作品でもある。
セリフは博多で使用される方言の博多弁であり、全375話のサブタイトルは博多弁もしくは博多の名所、文化、文物などにちなんだものになっている。
第26回（昭和55年度）小学館漫画賞青年一般部門受賞。
2017年には長谷川の漫画家歴50周年を記念した企画展「法世さんの締め切りより命」展が長谷川が館長を務める博多町家ふるさと館で開催された。
音楽関連
福岡出身のバンド、チューリップにも「博多っ子純情』（作詞安部俊幸、作曲姫野達也）という曲がある。1977年のアルバム「Welcome to my house」収録。この曲の歌詞も本作品に登場する。『部長島耕作』の博多赴任編でも山笠を舞台にした話で、この歌詞が登場した。作者の長谷川法世と、チューリップのドラムスである上田雅利の兄が親友であることが、作品内の欄外で語られている。また、アルバムの歌詞カードは長谷川法世による毛筆である。
タイトルは曲の完成後につけられ、リーダーの財津和夫が長谷川に直談判して使用許諾を得た。
歌詞の内容は原作とはかけ離れているが、長谷川は「ガサツな博多の人間がロマンティクに描かれている」として評価している。歌詞に用いられた「千代町流（ちよまちながれ）」とは、「千代の流」の意味で、実在する「千代流」のイメージに断定されるのを避けるための造語である。
漫画作品中には福岡県出身のバンド、チューリップも登場する。
博多の文化、風習、歴史関連
六平の父は、福岡県の伝統工芸品の一つで、福岡市の博多地区で作られてきた博多人形師である。
連載開始当初は、西鉄福岡市内線（1979年廃止）の路面電車も作品内に度々登場した。
2013年には、博多祇園山笠の飾り山笠のうち、十七番山笠博多リバレイン（総務　池田道彦）の見送り（後ろ側）に、博多人形師の生野四郎の手により、博多っ子純情が題材となった。標題は「祭博多乃賑（まつりはかたのにぎわい）」で、郷六平、阿佐道夫、小柳類子などが、博多人形として取り付けられていた。御神入れには原作者の長谷川法世とチューリップ姫野達也も出席、話題となった。なお、博多リバレインは、本来大黒流が飾り山笠担当地域であるが、長谷川法世は、自身が生まれ育った土居流に参加している。
毎日新聞の「舞台を行く」に「博多っ子純情」の舞台として櫛田神社が紹介されている。
「博多っ子純情」の世界を歩こうと博多旧町を巡り博多の歴史や風情をたどる企画が実施されている。
その他
1995年に、本作品の作者の長谷川法世原作の小説『走らんか!』が、同じ題名でNHK連続テレビ小説としてテレビで放映された。ただし同じ博多を舞台にしている作品だが、本作品との直接の関係はない。
ハウス食品の即席ラーメン『うまかっちゃん』のテレビCMキャラクターとしても有名。

博多の菓子『博多通りもん』のCMでは、長谷川法世と郷六平、小柳類子が映像の合成により共演している。

## 登場人物
郷 六平（ごう ろっぺい）
主人公。父の五郎は博多人形の職人、母スミは専業主婦。中学2年のときから締め込みをつけて、博多祇園山笠に毎年出ている山笠“いのち”の博多モン。山笠で所属している流（山笠への参加単位）は架空の「博多流」。中学は博多三中、高校は石堂高校（県立福岡高校がモデル）、一浪後に東京の集道大学に入る。高校ではラグビー部に所属し、3年生時に花園ラグビー場開催の全国高校ラグビー大会に出場する。父親が脳溢血で倒れたのを機に大学を中退し、博多人形師になることを決意する。名前の由来は福岡市出身の郷ひろみ（歌手・俳優）に因んだもの。
小柳 類子（こやなぎ るいこ）
料亭「こやなぎ」の三女で、中学時代からの六平のガールフレンド。中学時代は学級委員長であった。六平のことを一途に思っているが、その分やきもちも激しい。山笠と同様に、福岡市を代表する祭りの一つである博多どんたくに参加している場面も作品内で描かれている。石堂高校卒業後に地元の大学に進学し、郷土の古代史と遺跡発掘に興味をもつ。六平との関係で何度もぐらつく事があったが、五郎が脳溢血で倒れたときに「私には最初から郷君しかおらん（いない）」と結婚を決意する。名前の由来は福岡市出身の小柳ルミ子（歌手・女優）に因んだもの。
阿佐 道夫（あさ みちお）
中学時代からの六平のクラスメートで高校、大学も同じ。父親は「衣料卸 阿佐本店」を経営する。実母と死別し、父の後妻である義母と異母妹がいる。義母は若くて美人なため素直に接することはできない。六平には、いつもセックスに関わる話を「お前たち、知っとうや（知っているか）?」で始める悪友である。六平とは流は違うが山笠には欠かさず出ている。高校時代は、六平と同じラグビー部に入部するが、メガネ使用者であることを理由に、マネージャーとなった。連載の最後期には、六平と絶交状態にもかかわらず、六平の父親が倒れた時には六平との連絡に奔走するいい男である。名前の由来は福岡市出身の梓みちよ（歌手・女優）にちなんだもの。
黒木 真澄（くろき・ますみ）
中学時代からの六平のクラスメートで高校も同じ。実家は大衆食堂「くろき」経営で、両親と兄がいる。六平・阿佐とは別の流で、高校時代までは山笠に出ていた。高校時代にはラグビー部に所属し六平と一緒に花園に行く。高校卒業後も本作品の登場人物で唯一、六平とは別の大学でもラグビーを続け、レギュラー選手となる。名前の由来は福岡市出身の黒木真由美（歌手・女優）であるが、行動上のモデルは作者 長谷川法世の高校時代の後輩でもある元ラグビー日本代表の森重隆となる。
郷 五郎（ごう・ごろう）
六平の父親で博多人形の職人。酒と中洲が大好きで妻を泣かせることもある。グータラに生きているようであるが、ときどき制作に精を出す。六平が高校を卒業したとき訣別を宣言する。自分がガンと思い込み、遺作として傑作を残そうとする。脳溢血で倒れ、手術後も意識が戻らない時、六平が涙ながらに歌った「祝い目出度」で意識を回復する。退院後に、中州の飲み屋で「女房も子も家もなく 職もなく 持てるは己が玉二つかな」という辞世の句を読む。
郷 スミ（ごう・すみ）
六平の母親。山笠にのめり込む夫と一人息子を陰で支える良妻賢母。もともと博多の朝に欠かせない食材の「おきゅうと」屋の娘で、危篤状態の父親の為に、おきゅうとを買いに来た五郎と出会ったのがきっかけで恋愛結婚した。夫・五郎の作品発表数が少ないため、苦しい家計に悩むことも多いが、明るく暮らす女性である。
小柳 多加子（こやなぎ・たかこ）
類子のすぐ上の姉。中学では秀才であったが、風邪の高熱のため高校入試を失敗し、人生の進路が狂う。大学卒業後は小劇団村芝居のメンバーとなり演劇の道を志す。類子の芯の強さに嫉妬する場面もあるが、普段は仲の良い姉であり、相談にものってくれる。
小柳 類造（こやなぎ・るいぞう）
婿を迎えた長姉と、多加子、類子三姉妹の父親。料亭「こやなぎ」の大将。郷五郎と偶然に中州の飲み屋で出会い、生涯の飲み友達になる。山笠の常連であり、類子には山笠の好きな、気さくな男と結婚させたいと思っている。
穴見 武（あなみ・たけし）
六平が兄とも思う熱血漢。彼から教わった鉄拳一直線は、六平の中学時代の喧嘩に大いに役に立つ。喧嘩が元で、高校を退学処分になっている。郷家の隣りに住む六平の初恋の人である重富青葉と駆け落ちするが、海難事故で若くして死亡する。
重富 青葉（しげとみ・あおば）
郷五郎家の隣に住む、重富家の一人娘で、六平の初恋の相手。ピアノの演奏が上手で、エリーゼのためにを良く弾いていた。六平が中2の時に、穴見武と駆け落ちするが、武の海難事故により死別。一時重富家に戻るが、忘れ形見となる男の子を出産する。六平の中学卒業時に、親戚の養鶏農家と再婚して、子供とともに筑豊に移住する。
米倉先生（よねくら・せんせい）
六平たちの博多三中時代の担任。彼自身は博多弁を話すが、標準語を話す同僚の朝倉先生と結婚する。六平が高校生になってからも、新年会などでよく米倉家にクラスメートが集まる。
仁久島（にくしま）
六平たちの博多三中時代の同級生。元々は事あるごとに、六平と対立する敵役であった。しかし山笠の最中に六平と喧嘩をしたことがきっかけで和解し、のちに自身の結婚の引き出物として、新米人形師である六平に博多人形を依頼する。
可愛 司郎（かわい・しろう）
石堂高校の同級生で、非常に性格の良い男。高校の学区外である糸島郡から越境通学していた。兄弟姉妹の多い貧乏な家庭で育ち、修学旅行には参加できなかった。しかし、貧乏をまったく卑下していない。漁師の息子であり、痩せ型にもかかわらず力が強く、石堂高ラグビー部の主要メンバーになる。苦学をして大学に進学する。
野枝 由宇穂（のえ・ゆうほ）
石堂高校の同級生で、才媛。中学の頃も高校でも生徒会長をしており、論理的な話し方をする。最初は男性蔑視の考えが強く、偶然から六平とファーストキスをしてしまった時に、ジンマシンが出てしまった。のちに可愛と付き合うことになる。六平が芹井とのことで退学騒ぎとなったときは、自主的な全校集会を開いて弁護する。名前の由来は福岡県出身の伊藤野枝。
扶桑 一子（ふそう・いちこ、イッチー）
石堂高校の同級生。ハデ好きの性格で永射とすぐに恋仲となる。永射と別れたあとは、歌手として活躍したのちにスキャンダラスなタレント「イッチー」となる。口癖は「キャハ！」。
永射 道徳（ながい・みちのり）
石堂高校の同級生、バスケットボール部からラグビー部に転向する。街の不良であるLMのジョーに刺された事件が新聞に載り、石堂高ラグビー部は一年間の出場停止処分を受ける。上級生の卒業記念の予餞会では、ラグビー部有志による寸劇の終了後、照明を落とした会場で三年生のメンバーに謝罪する。三年生となって見事に決勝戦でトライを挙げて、石堂高ラグビー部を全国高校ラグビー大会出場に導く活躍をする。一時期扶桑一子と恋仲になるが別れる。映画監督を目指している。
芹井 美子（せりい・よしこ）
六平の博多三中時代の後輩。六平が2年の時に起きた、運動会のからしめんたいこ事件で番長の無法松（無法松の一生の主役・富島松五郎がモデル）に呼び出された時、ことの顛末を無法松に説明して六平の窮地を救う。六平を追って石堂高校に入学した時には、ダイエットに成功してメガネもコンタクトレンズに替えているが、喫煙や万引き等の素行不良に走るようになる。流産した時、自室に隠されていた日記に六平との架空の関係が書かれており、学校に怒鳴り込んできた芹井の母親のクレームにより、六平は石堂高校退学の窮地に陥る。実際の相手はLMのジョーだった。流産事件のあとで転校するが、六平が花園に出場した時、芹井の親友だった若菜真弓の取り成しで、花園ラグビー場の石堂高応援席に来場し、チームからエールを送られ感激する。
若菜 真弓（わかな・まゆみ）
六平の博多三中時代の後輩。芹井の親友。流産事件の真相は察知していたが六平に不利な証言をする。しかし事件が終わった後で、石堂高ラグビー部が出場した花園のスタンドに芹井を同伴する。大学進学後に黒木真澄と恋仲となる。名前の由来は若菜嘉晴、真弓明信を合わせたもの。
れんとう（石堂高校の教頭）
「伝統」が口ぐせのため、そのようなあだ名がついた。生徒の風紀に非常に厳しく、芹井の流産事件では六平退学処分派の急先鋒となる。修学旅行のときはラグビー部のメンバーが宿を抜け出したのを見てそのあとをつける。幸い行き先は花園ラグビー場であって、家庭の事情で修学旅行に不参加だった可愛の顔を描いたラグビーボール持参を目撃したこともあり、宿泊先無断抜け出しは不問となった。
捨石先生（すていし・せんせい）
石堂高校の教師で、六平の担任。「は〜、まあ〜」のように非常にとろい話し方をする。あだ名は「春の海」。実は生徒たちには理解が深く、芹井の流産事件では六平の弁護に回ってくれた。
多志麻 ハル（たじま・はる）
六平・阿佐の予備校時代の同期生で、予備校に通いながらスナックでアルバイトをしている正体不明な怪女。「人類の進歩や文明とやらどれほどのもんかい」などと深遠な哲学を語ることもある。インドの懐の深さにあこがれている。名前の由来はタージ・マハル。
二毛越 良雄（にげごし・よしお）
六平・阿佐の予備校時代の同期生、二毛越病院の跡取り息子。幼少より母親に過保護の状態で育てられたため、まだ精神的な親殺しが済んでいないと多志麻ハルに指摘される。ジャズ喫茶「ズージャ」で出会った運命論者の佐間に触発される。ジャズ奏者ジョン・コルトレーンの名前を間違えるという些細なことから暴発し、自宅に監禁した母親をバットで殴ろうとする寸前に六平が止めに入る。

## 書誌情報
- 長谷川 法世『博多っ子純情』双葉社、〈アクションコミックス〉、全34巻。ISBNはない[8]。
  1. 1977年5月10日初版発行
  2. 1977年8月10日初版発行
  3. 1977年10月20日初版発行
  4. 1978年3月1日初版発行
  5. 1978年6月1日初版発行
  6. 1978年9月5日初版発行
  7. 1978年10月1日初版発行
  8. 1978年11月10日初版発行
  9. 1979年1月5日初版発行
  10. 1979年4月10日初版発行
  11. 1979年7月10日初版発行
  12. 1979年11月25日初版発行
  13. 1980年1月15日初版発行
  14. 1980年4月10日初版発行
  15. 1980年6月15日初版発行
  16. 1980年9月14日初版発行
  17. 1980年11月31日初版発行
  18. 1981年2月20日初版発行
  19. 1981年5月24日初版発行
  20. 1981年11月19日初版発行
  21. 1981年12月24日初版発行
  22. 1982年4月9日初版発行
  23. 1982年7月9日初版発行
  24. 1982年9月19日初版発行
  25. 1982年11月19日初版発行
  26. 1983年4月19日初版発行
  27. 1983年6月19日初版発行
  28. 1983年9月19日初版発行
  29. 1983年11月19日初版発行
  30. 1984年1月14日初版発行
  31. 1984年4月14日初版発行
  32. 1984年6月14日初版発行
  33. 1984年8月14日初版発行
  34. 1984年10月19日初版発行

- 長谷川 法世『博多っ子純情』中央公論社、〈愛蔵版〉、全5巻[9]。
  1. 2010年6月発行、ISBN 978-4120019326
  2. 2010年7月発行、ISBN 978-4120019333
  3. 2010年8月発行、ISBN 978-4120019340
  4. 2010年9月発行、ISBN 978-4120019357
  5. 2010年10月発行、ISBN 978-4120019364

- 長谷川 法世『博多っ子純情』双葉社、〈双葉文庫名作シリーズ〉、全10巻。[9]
  1. 1996年2月発行、ISBN 978-4575720358
  2. 1996年2月発行、ISBN 978-4575720365
  3. 1996年2月発行、ISBN 978-4575720372
  4. 1996年2月発行、ISBN 978-4575720389
  5. 1996年2月発行、ISBN 978-4575720396
  6. 1996年2月発行、ISBN 978-4575720402
  7. 1996年2月発行、ISBN 978-4575720419
  8. 1996年2月発行、ISBN 978-4575720426
  9. 1996年2月発行、ISBN 978-4575720433
  10. 1996年2月発行、ISBN 978-4575720440

- 長谷川 法世『博多っ子純情』西日本新聞社、全6巻（中学生編）。
  1. 2005年4月発行、ISBN 4816706380[10]
  2. 2005年4月発行、ISBN 4816706399[11]
  3. 2005年4月発行、ISBN 4816706402[12]
  4. 2005年8月発行、ISBN 481670647X[13]
  5. 2006年1月発行、ISBN 4816706674[14]
  6. 2006年8月発行、ISBN 4816706941[15]

## 映画
1978年には松竹配給で映画化され、12月2日に公開された。「キネマ旬報」のベストテンに入る等の高評価を得る。同時上映は『九月の空』。2013年6月にDVD化された。

### キャスト
- 郷六平：光石研
- 小柳類子：松本ちえこ
- 阿佐道夫：小屋町英浩
- 黒木真澄：横山司
- 重富青葉：立花美英
- 穴見武：赤木良次
- 郷五郎：小池朝雄
- 郷スミ：春川ますみ
- 小柳加代：上月左知子
- 阿佐道造：桂歌丸
- 阿佐光恵：宮下順子
- 黒木信江：岡本麗
- 重富剛造：竜虎
- 重富志乃：小畠絹子
- 穴見武市：田崎潤
- 荒井しのぶ：伊佐山ひろ子
- 富田松男：本間進
- 長谷部町内役員：長谷川法世
- 山内町内役員：佐藤蛾次郎
- 博多屋：桂米丸
- バーのママ・千草：園佳也子
- ホステス：児島美ゆき、渡辺とく子
- 黒岩：野崎英則
- 老夫婦：陶隆司、春江ふかみ
- 銭湯の男：なぎら健壱

### スタッフ
- 監督：曽根中生
- 脚本：石森史郎、長谷川法世
- 音楽：服部克久

## ラジオドラマ
2019年3月4日から5月31日までKBCラジオ「PAO～N」内で放送。2020年9月14日から10月30日まで第2シリーズが放送。

### 放送時間
- 月曜 - 金曜　15:33頃（PAO～N内）[※ 1]
- 日曜 12:00 - 12:30（総集編）

### キャスト
- 郷六平：遠藤優介
- 小柳類子：力石奈波
- 阿佐道夫：本田耕大→本村渚(第2シリーズ)
- 黒木真澄：長谷野悠斗
- 郷五郎：西村小太郎
- 郷スミ：前田起代子
- 中洲スナックのママ：山本華世
- ホステス：斉藤ふみ、小雪
- 類子の母：徳永玲子
- 郷六平の叔父・四郎：光石研
- 床屋さんのお姉さん：奥田智子
- ドクター・クルヨ：真璃子
- 芝刈正臣：瀬口黎弥(第2シリーズ)
- 番頭：姫野達也(第2シリーズ)
- ナレーション：指原莉乃

### スタッフ
- テーマ曲：姫野達也
- 脚本：長谷川法世
- 演出：伊集院晃生
- 制作：アクティブハカタ